# Parkersburg (West Virginia)
Parkersburg ist eine City und gleichzeitig Verwaltungssitz (County Seat) des Wood County im US-amerikanischen Bundesstaat West Virginia. Das U.S. Census Bureau hat bei der Volkszählung 2020 eine Einwohnerzahl von 29.738 ermittelt.

## Geographie
Parkersburg liegt auf 39°15′58″ nördlicher Breite und 81°32′32″ westlicher Länge. Etwa 70 Kilometer entfernt liegt Cambridge im Norden. Charleston befindet sich 90 Kilometer südlich. Der Interstate-77-Highway tangiert die Stadt im Osten. In der Stadt mündet der Little Kanawha River in den Ohio River.

## Geschichte
Die Stadt hieß zunächst Newport, wurde jedoch 1810 zu Ehren des Siedlers Alexander Parker in „Parkersburg“ umbenannt. 1860 erhielt der Ort den Status City. Nach dem Bau einer Eisenbahnlinie erlangte Parkersburg zunehmende Bedeutung als Warenumschlagplatz und medizinisches Versorgungszentrum während des Sezessionskriegs. Nach dem Krieg wurde die Stadt ein einflussreiches Verteilungszentrum für Produkte der Öl- und Gasindustrie.
Parkersburg ist heute ein kulturelles Zentrum und Sitz vieler Museen, namentlich:
- Blennerhassett Museum of Regional History
- Henry Cooper Log Cabin Museum
- Oil and Gas Museum
- Sumnerite African-American History Museum
- The Artcraft Studio
- Veterans Museum of Mid-Ohio Valley

## Bildergalerie

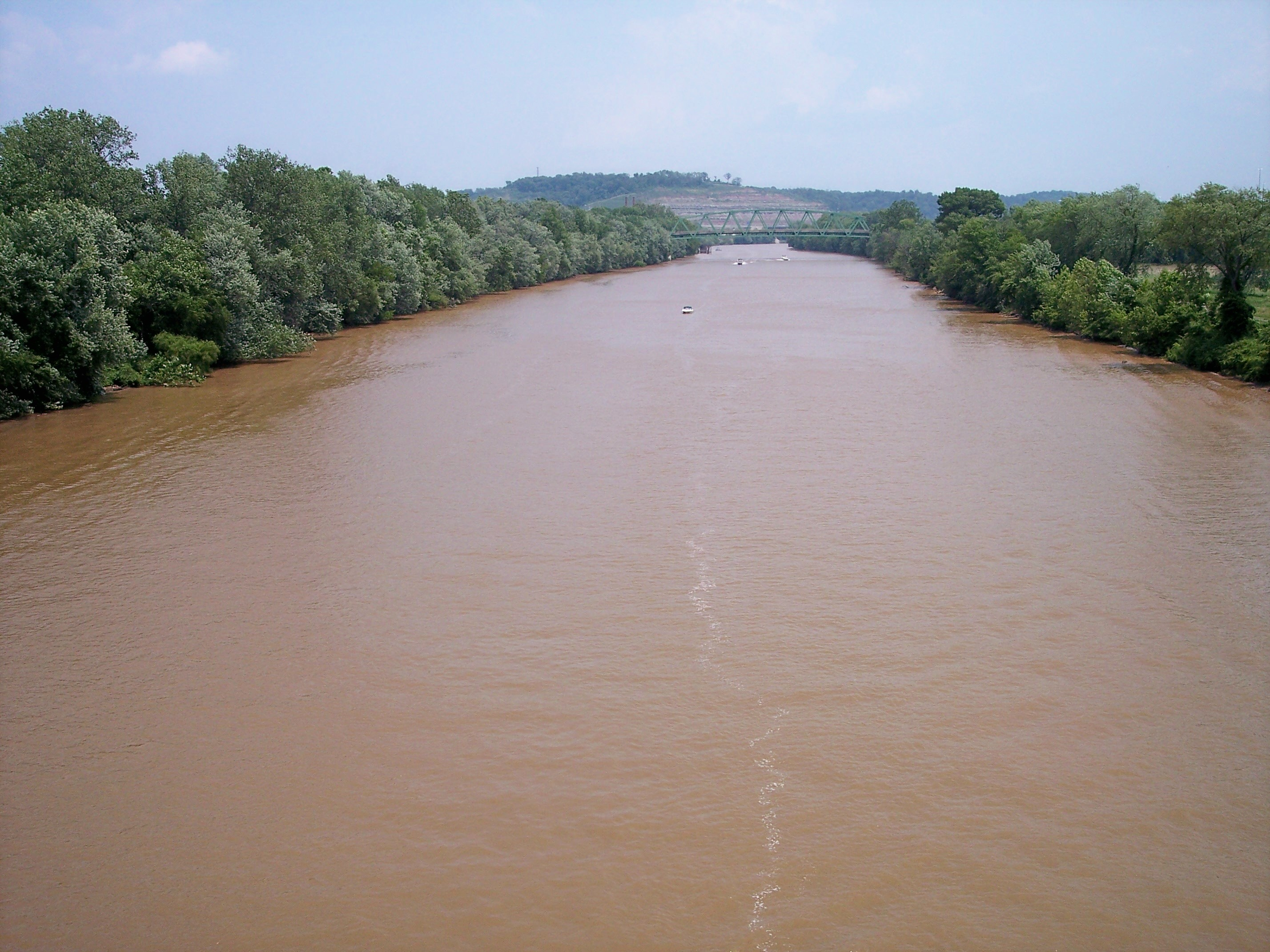
Little Kanawha River kurz vor der Mündung in den Ohio-River in Parkersburg
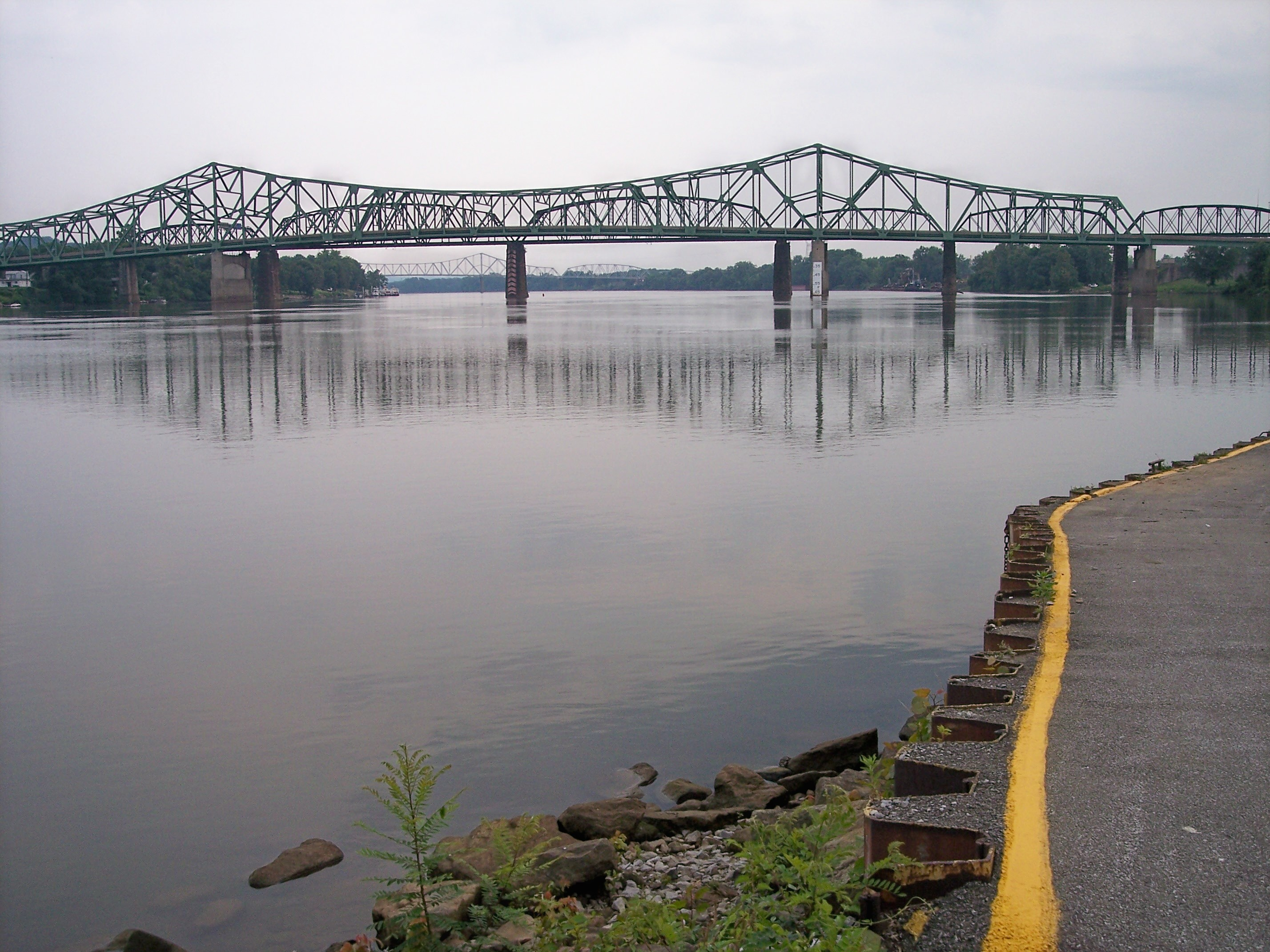
Belpre Parkersburg Bridge über den Ohio River in Parkersburg
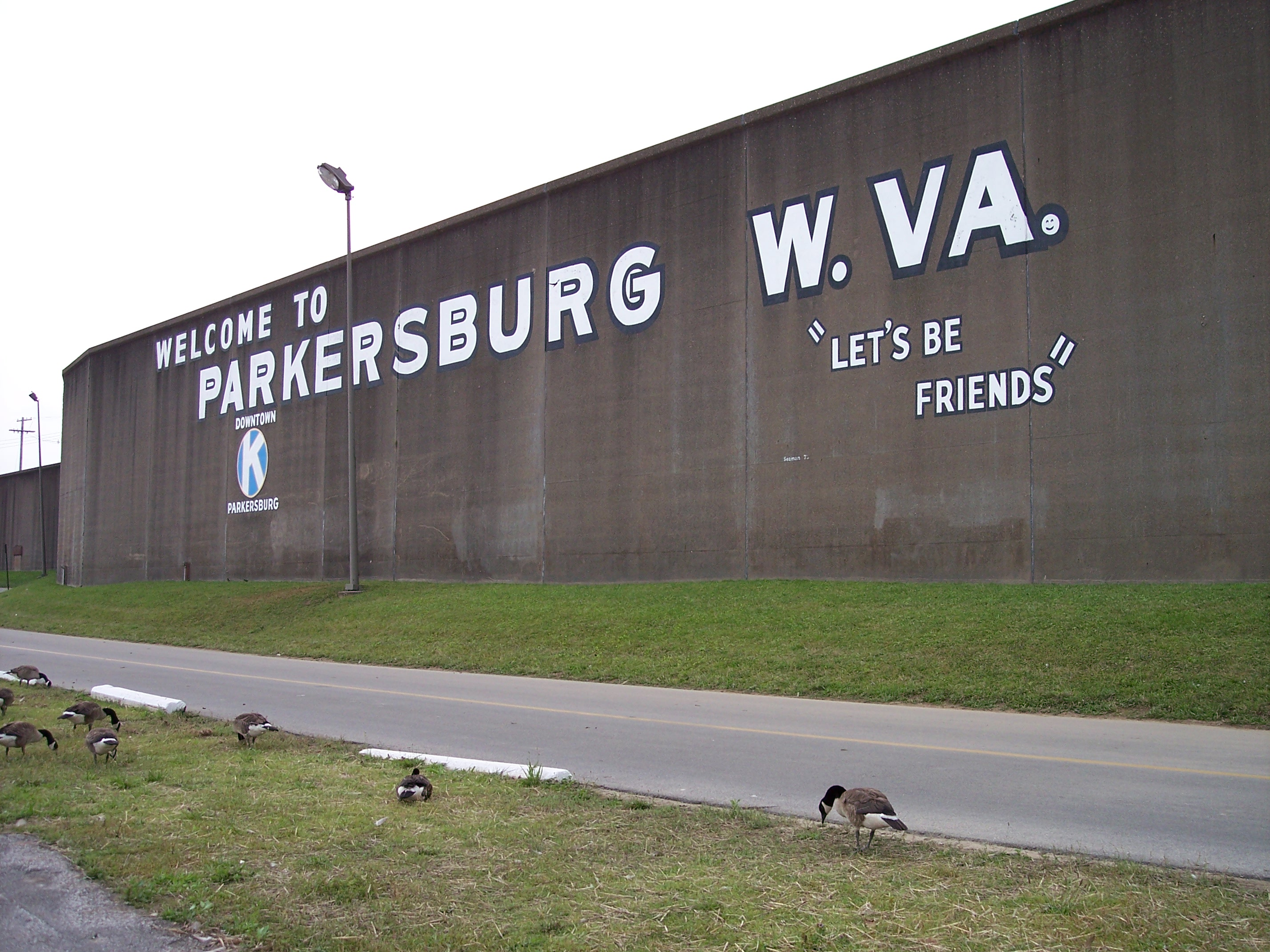
Flut-Schutzwall am Ohio River in Parkersburg
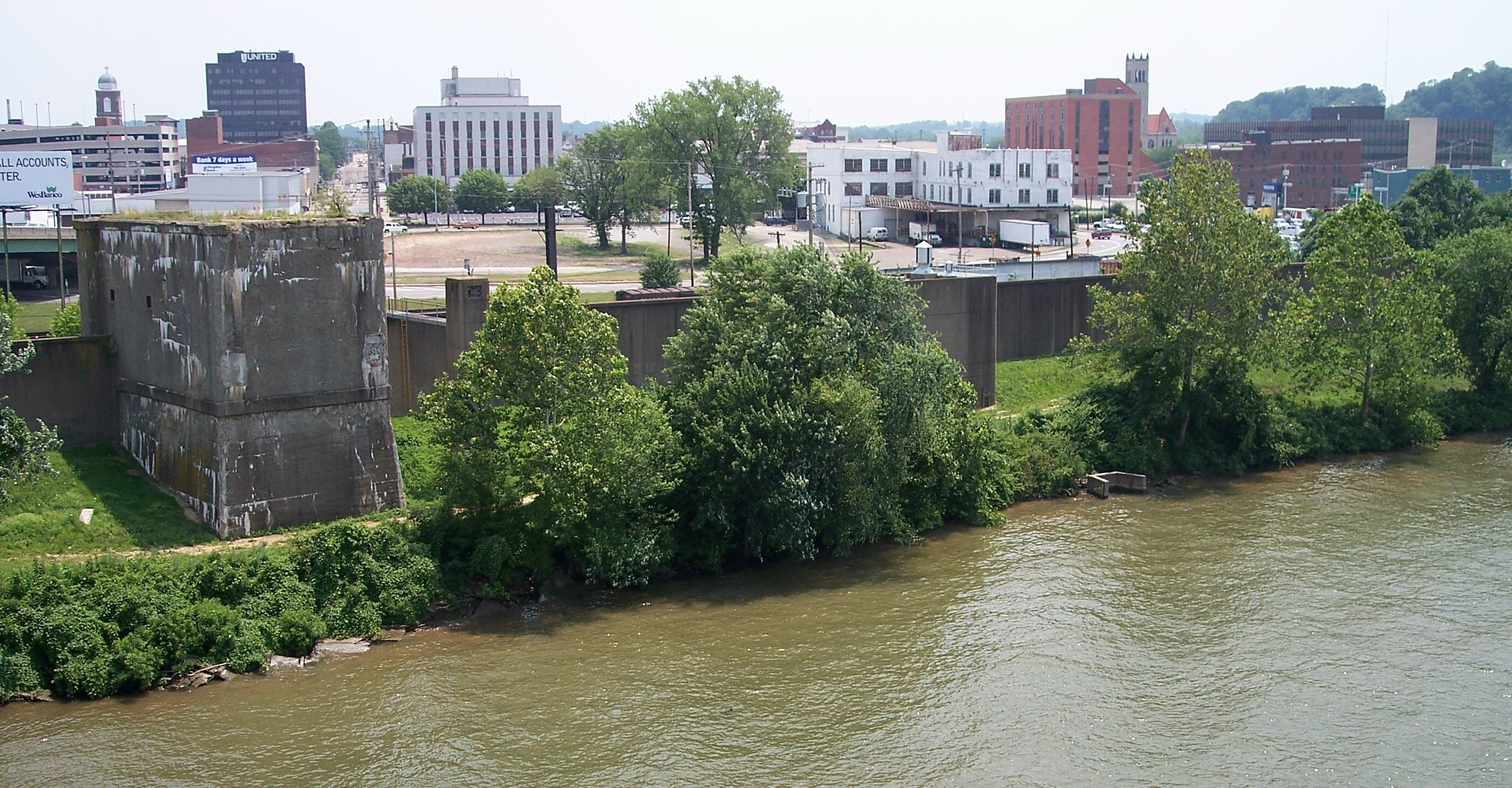
Skyline von Parkersburg
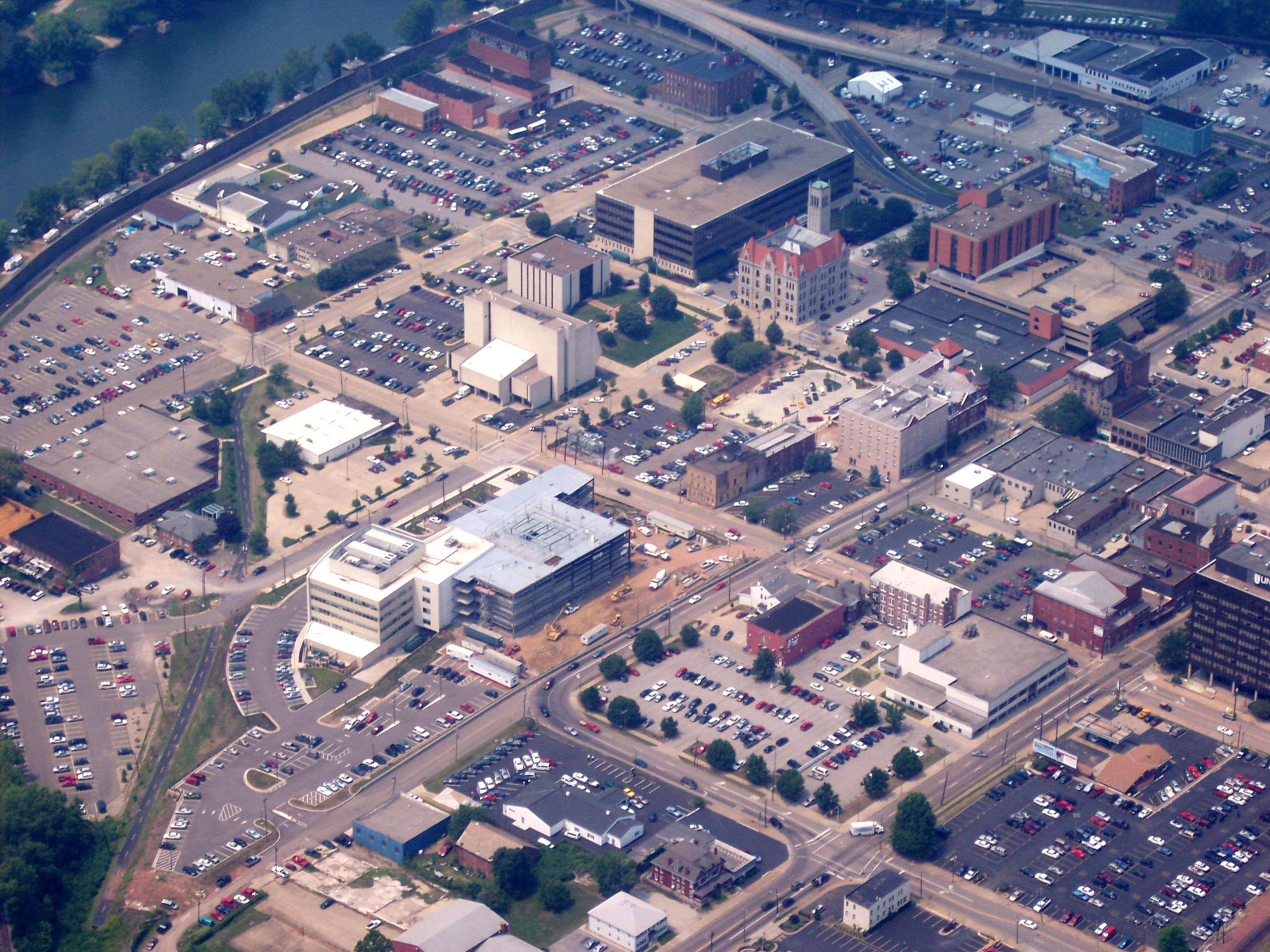
Luftansicht auf das moderne Parkersburg 2005
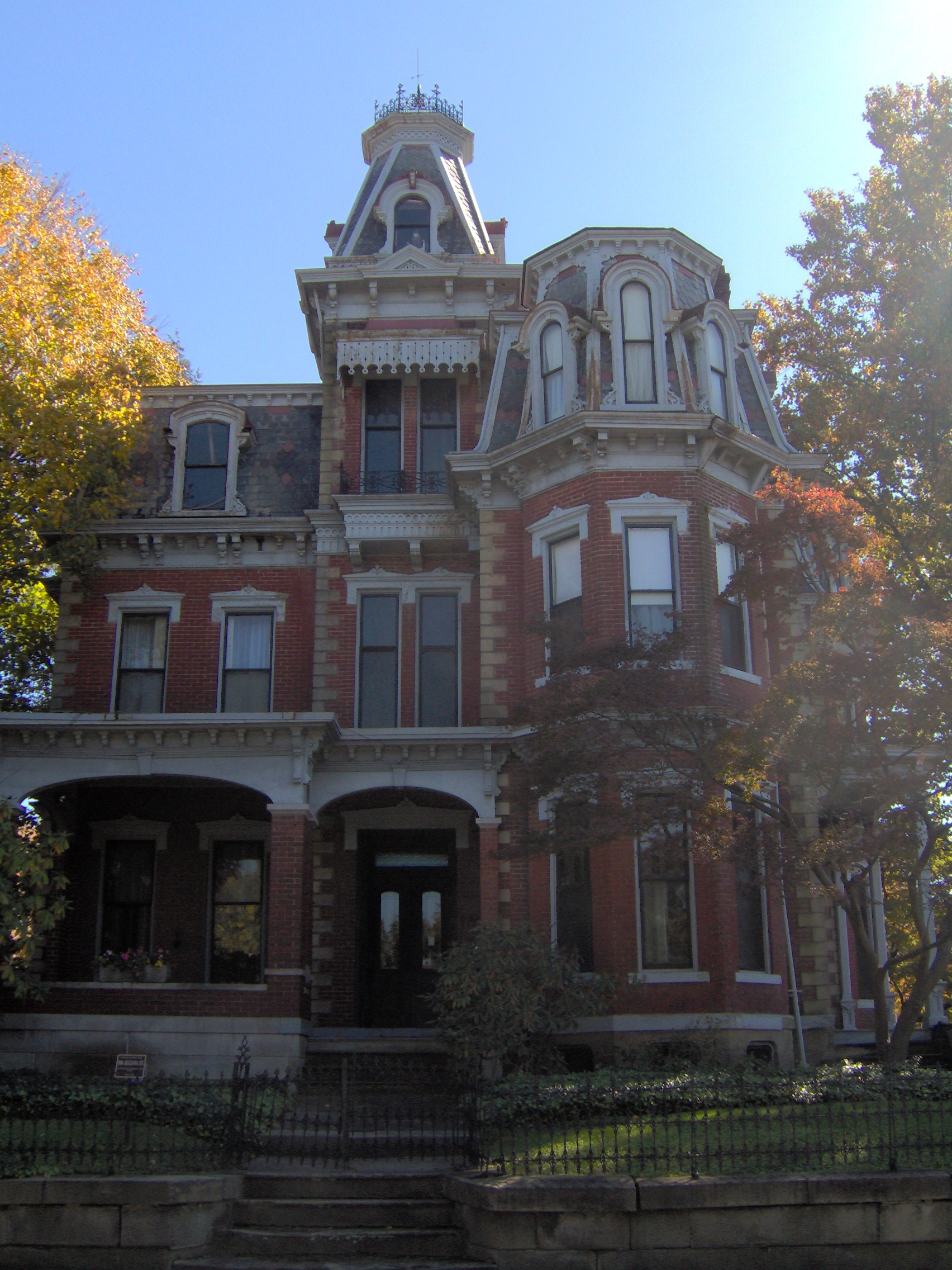
Chancellor House in Parkersburg
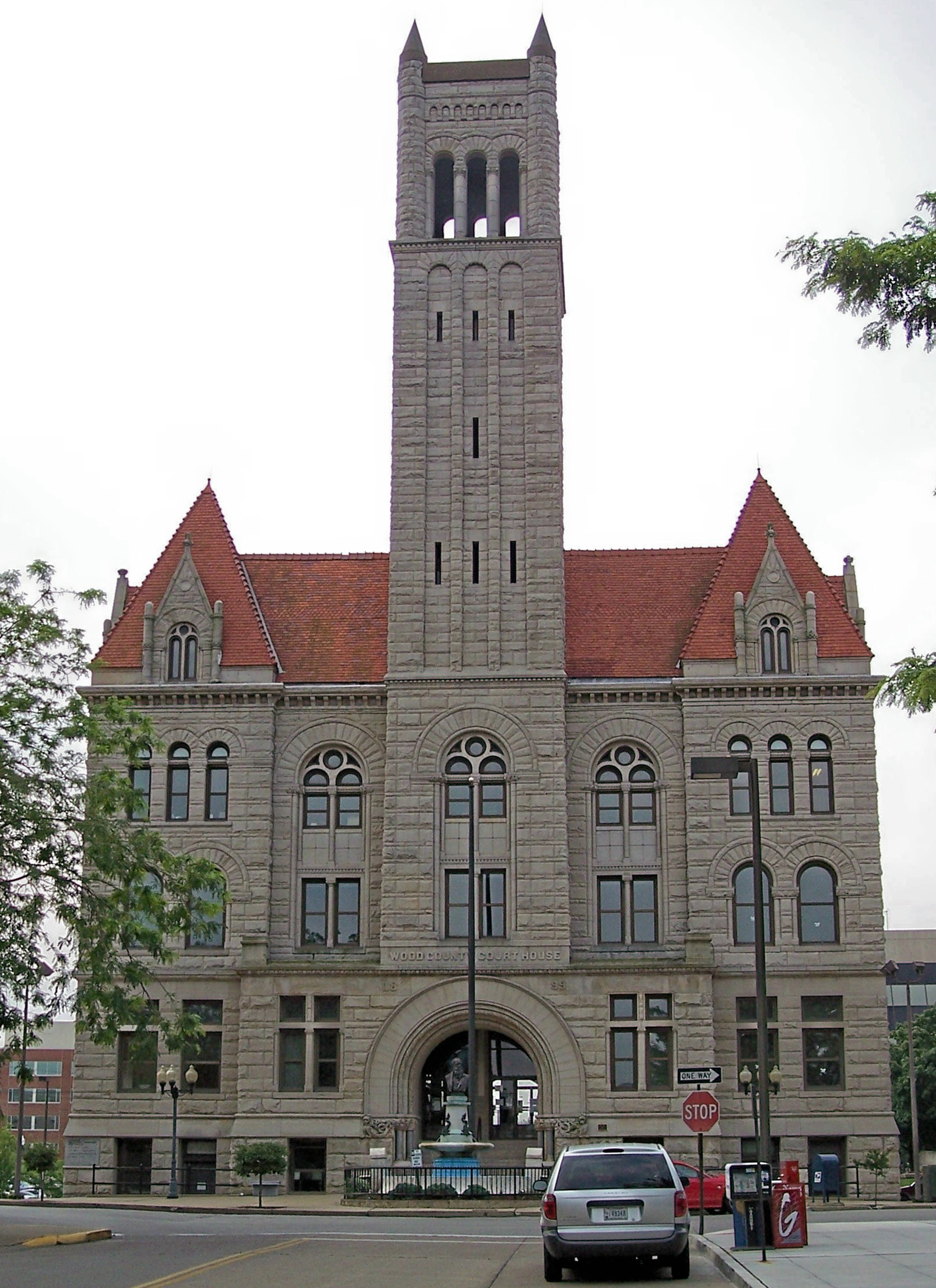
Wood County Courthouse in Parkersburg
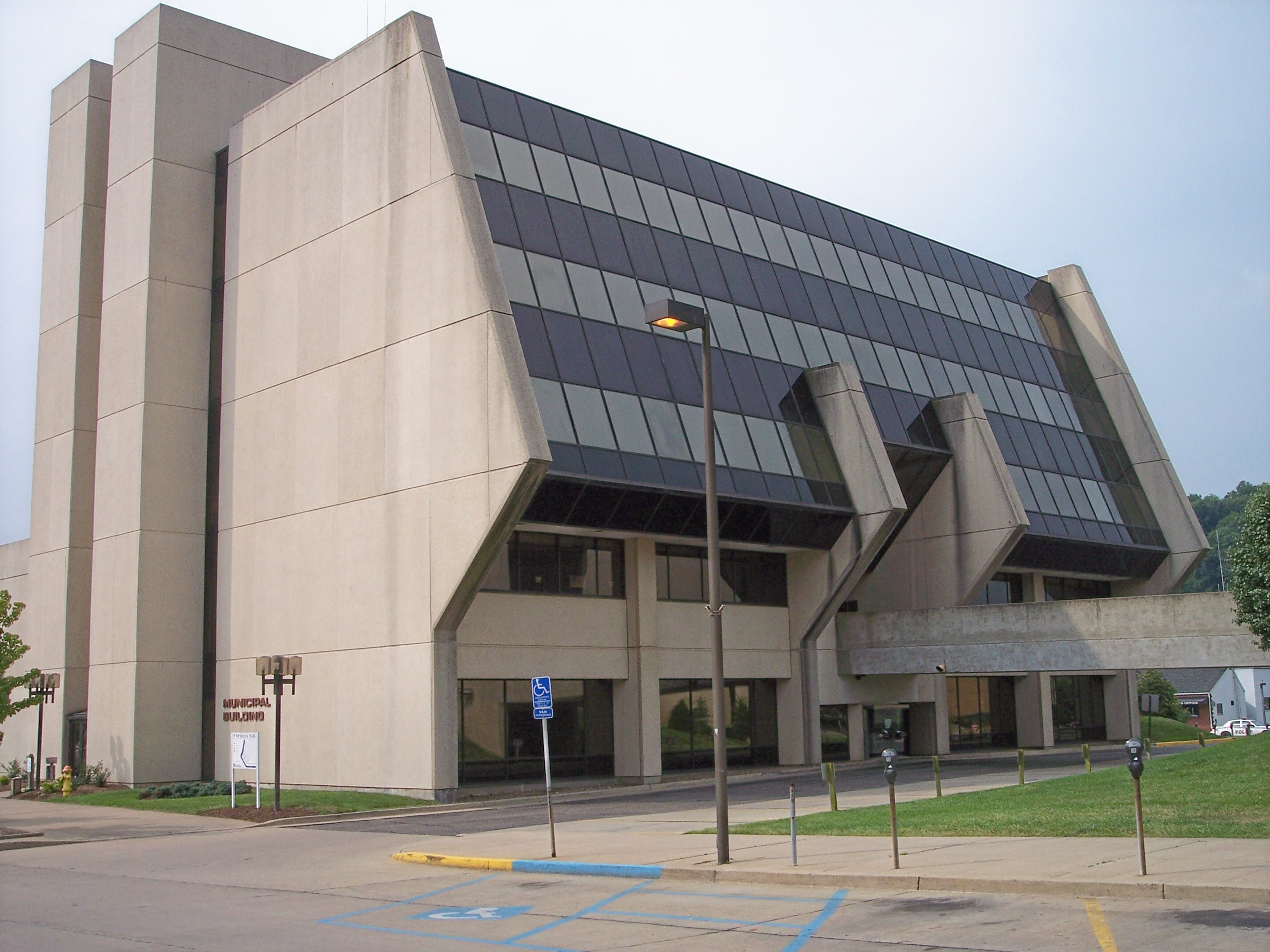
The Parkersburg Municipal Building

## Demografische Daten
Im Jahr 2010 wurde eine Einwohnerzahl von 31.492 Personen ermittelt, was einem Rückgang gegenüber dem Jahr 2000 um 4,9 % entspricht. Das Durchschnittsalter der Bewohner betrug 2010 41,2 Jahre und lag damit geringfügig unter dem Durchschnittswert des Staates West Virginia von 43,4 Jahren. Die Arbeitslosenrate betrug im März 2012 8,9 %.

## Söhne und Töchter der Stadt
- Jacob B. Blair (1821–1901), Politiker, Vertreter von Virginia und West Virginia im US-Repräsentantenhaus und US-Botschafter in Costa Rica
- Edmund Burke Fairfield (1821–1904), Politiker, Vizegouverneur von Michigan
- John Jay Jackson junior (1824–1907), Jurist und Politiker
- James M. Jackson (1825–1901), Politiker, Vertreter von West Virginia im US-Repräsentantenhaus
- Jacob B. Jackson (1829–1893), Politiker, Gouverneur von West Virginia
- Lawrence T. Neal (1844–1905), Politiker, Vertreter von Ohio im US-Repräsentantenhaus
- Johnson N. Camden junior (1865–1942), Politiker, Vertreter von Kentucky im US-Senat
- Hunter Holmes Moss (1874–1916), Politiker, Vertreter von West Virginia im US-Repräsentantenhaus
- Greasy Neale (1891–1973), Baseballspieler und Footballtrainer
- Felix Stump (1894–1972), Marineflieger und Admiral der US Navy
- John D. Hoblitzell (1912–1962), Politiker, Vertreter von West Virginia im US-Repräsentantenhaus
- Dorothy Maharam (1917–2014), Mathematikerin
- Billy Moore (1917–1989), Jazzpianist und Arrangeur
- Walter Barnes (1918–1998), Schauspieler und Footballspieler
- Ray Wetzel (1924–1951), Jazzmusiker
- Paul Goldsmith (1925–2024), Motorrad- und Automobilrennfahrer
- Paul Dooley (* 1928), Schauspieler
- Mick Staton (1940–2014), Politiker, Vertreter von West Virginia im US-Repräsentantenhaus
- Edwin Catmull (* 1945), Informatiker
- Buck Rinehart (1946–2015), Politiker, Bürgermeister von Columbus
- Mel Graves (1946–2008), Jazzmusiker und Hochschullehrer
- Bantz J. Craddock (* 1949), General der US Army
- Morgan Spurlock (1970–2024), Dokumentarfilmer und Drehbuchautor
- Devon Odessa (* 1974), Schauspielerin
- Deron Williams (* 1984), Basketballspieler